# ساناتا دهارما
ساناتان دھارما (دیوَناگری: सनातन धर्म، به معنی "دین ابدی" یا "نظم ابدی") یک نام بومی برای برخی از فرقه‌های هندوئیسم است و به عنوان جایگزینی برای نام‌های خارجی هندوئیسم، از جمله هندو دھرم، استفاده می‌شود. این اصطلاح در زبان سانسکریت و دیگر زبان‌های هندی یافت می‌شود و به طور کلی برای نشان دادن دیدگاه سنتی‌تر از هندوئیسم به کار می‌رود.
این اصطلاح به مجموعه‌ای "ابدی" یا مطلق از وظایف یا اعمال دینی اشاره دارد که بر همه هندوها، بدون توجه به طبقه، کاست یا فرقه‌شان، واجب است.
در حال حاضر بسیاری از هندوها در شبه‌قاره هند خود را "ساناتنی" می‌نامند، به این معنا که پیرو "دین ابدی" هستند، تا نوعی یکدستی در هندوئیسم را القا کنند. با این حال، گاهی این واژه توسط جینی ها و بودایی هایی که به مفاهیمی مانند تناسخ اعتقاد دارند نیز به کار می‌رود. استفاده از این اصطلاح برای اشاره به هندوئیسم به عنوان یک دین از قرن نوزدهم میلادی، توسط مدافعان سنت‌گرایی هندو مانند "پندیت شرَدھا رام" رواج یافت تا در برابر مبلغان مذهبی و اصلاح‌طلبان هندو مانند آریه سماج و برهمو سماج واکنش نشان دهند. علاوه بر کاربرد آن در زمینه‌های اجتماعی و مذهبی، این اصطلاح برای بسیاری از هندوها همچنان از نظر سیاسی نیز اهمیت دارد.

## قانون ابدی
ساناتا دهارما «سنه‌تنه‌درمه» «سه‌نه‌تانه دارمه»، بیانگر حقیقتی تکوینی است که در همه‌جا و همه‌چیز حضور دارد. این یک قانون جهانی است و همهٔ ایجاد و ابقا و فنای جهان و جهانیان مطابق این قانون است.

## حکمت خالده
«سه‌نه‌تانه دارمه» هندوها را، مسلمانها «حکمت خالده» می‌نامند. که یکی از اصلی‌ترین بخش‌های مفهوم سنّت است.

## کوماراسوامی
کوماراسوامی «سه‌نه‌تانه دارمه» را به «Philosophia Perennis» (خرد جاویدان) ترجمه کرده و صفتِ جهانی را به آن افزوده است، ولی احتمالاً این اصطلاح را نخستین بار آگوستینو استیوکو (Agostino Steuco)، فیلسوف و الهی دان آگوستینی مشرب دوره رنسانس، به کار برده‌است. وی آن را همان «حکمت ازلی» می‌دانسته‌است که هم فلسفه و هم الهیات را شامل می‌شود و فقط مرتبط با یک مکتب حکمی یا فکری واحد نیست.